# Cannibal Ferox
Cannibal Ferox, titulada Caníbal feroz en España y Los últimos caníbales en Argentina, es una película de terror italiana escrita y dirigida por Umberto Lenzi. Es comparada con la película Holocausto caníbal debido a las similitudes que presentan. Ambas películas tienen una historia similar, mensajes parecidos (que en esta son expresados de forma más directa), y un contenido similar (especialmente el relacionado con las muertes).

## Trama
Gloria Davis viaja al Amazonas junto a su hermano Rudy y su amiga Pat, para refutar el artículo de una revista que aseguraba la existencia de canibalismo en una aldea llamada Manioca. Según Gloria, el canibalismo había sido un invento de los conquistadores para justificar sus asesinatos. En la selva se encuentran con Mike Logan y su compañero Joe. Mike les cuenta que fueron atacados por miembros de esa aldea, y que su guía portugués fue mutilado por los indígenas.
Al llegar a la aldea, los jóvenes la encuentran casi vacía, a excepción de algunos indígenas que se sienten atemorizados con su presencia. Joe, que estaba agonizando, le confiesa a Gloria y Rudy que Mike en realidad estaba en busca de esmeraldas, y que él habría mutilado a su guía frente a los aldeanos.
Los indígenas atrapan a los protagonistas y los torturan, como venganza por los asesinatos de Mike. La única sobreviviente es Gloria, que regresa a Nueva York para recibir su doctorado tras la investigación. Sin embargo, no revela la muerte de sus amigos, inventando un accidente del que ella habría escapado.

## Reparto
- Giovanni Lombardo Radice .... Mike Logan (acreditado como John Morgen)
- Lorraine de Selle .... Gloria Davis
- Danilo Mattei .... Rudy Davis (acreditado como Bryan Redford)
- Zora Kerova .... Pat Johnson (acreditada como Zora Kerowa)
- Walter Lucchini .... Joe Costolani (acreditado como Walter Lloyd)
- Fiamma Maglione .... Myrna Stenn (acreditada como Meg Fleming)
- Robert Kerman .... el teniente Rizzo
- John Bartha .... mafioso
- Venantino Venantini .... el sargento Ross
- Miguel Ángel Rincón .... Juanito (acreditado como "El Indio" Rincón)

## Curiosidades
- Umberto Lenzi también dirigió otras películas similares, como Deep River Savages y Eaten Alive.

- Robert Kerman actuó además en las películas Holocausto caníbal y Eaten Alive.

- Perry Pirkanen también actuó en la película de Ruggero Deodato Cannibal Holocaust (Holocausto caníbal).